# Havířov
Havířov (polska: Hawierzów, tyska: Hawirzow) är en stad i Tjeckien. Den är belägen i regionen Mähren-Schlesien. Per den 1 januari 2016 hade staden 74 101 invånare.